# ترومبودو سنترال
ترومبودو سنترال (بالبرتغالية: Trombudo Central‏)؛ بلدية في ولاية سانتا كاتارينا في المنطقة الجنوبية من البرازيل.